# Daniel Swarovski
Daniel Swarovski (24. oktober 1862 i Georgenthal i Bøhmen – 23. januar 1956 i Wattens i Tyrol) var en østrigsk glassliber af bøhmisk herkomst. Han grundlagde selskabet Swarovski, som udviklede sig til verdens ledende producent af slebet krystalglas.[kilde mangler]